# Светомузыкальный фонтан в Ярославле
Светомузыкальный фонтан в Ярославле — новая достопримечательность столицы Золотого кольца Ярославля. Это круглый светомузыкальный фонтан с выбросом отдельных струй до семи метров в высоту. Светомузыкальное шоу проходит дважды в день с 21:00. Фонтан является единственным в городе пешеходным — люди могут осуществлять прогулки прямо по фонтану, а струи бьют из земли.
Музыкальное сопровождение к фонтану выбрали сами жители города. Для этого в соцсетях и на официальном сайте регионального правительства прошли опросы общественного мнения. Жители высказались за классические произведения.
Открытие прошло 1 августа. Церемонию провел актер театра и кино Михаил Асанкин. В рамках мероприятия перед ярославцами выступили эстрадный оркестр имени В. Н. Павлушова и ансамбль бального танца «Константа».

## Местоположение
Возведен в центре Ярославля на площади Юности у Театра юного зрителя рядом с фонтаном 1983 года постройки, который был признан аварийным и демонтирован. Сейчас на его месте разбиты клумбы.
| Местоположение                       | Ярославль, улица Свободы, 23 (площадь Юности) |
| 57°37′28″ с. ш. 39°52′32″ в. д.H GЯO |                                               |

## Характеристики
Относится к пешеходному типу фонтанов. Диаметр чаши — 18 метров, высота струй — 7 метров. Во время музыкального представления играет 12 мелодий: произведения Глинки, Чайковского, Дунаевского, Хачатуряна и других известных композиторов.

## Транспорт
На площади находится остановка: «Площадь Юности», на которой останавливается Тб: 1, А: 8, 18, 18б и М\т: 45, 76, 78, 81, 82, 99.